# Heldreichia atalayi
Heldreichia atalayi är en korsblommig växtart som beskrevs av Kit Tan. Heldreichia atalayi ingår i släktet Heldreichia och familjen korsblommiga växter. Inga underarter finns listade i Catalogue of Life.